# Pleurothallis sagittilabia
Pleurothallis sagittilabia är en orkidéart som beskrevs av Carlyle August Luer. Pleurothallis sagittilabia ingår i släktet Pleurothallis och familjen orkidéer. Inga underarter finns listade i Catalogue of Life.